# Гареев, Махмут Ахметович
Махму́т Ахме́тович Гаре́ев (тат. Мәхмүт Әхмәт улы Гәрәев; 23 июля 1923, Челябинск — 25 декабря 2019, Москва) — советский и российский военачальник, военный теоретик и военный историк. Генерал армии (1989). Доктор военных (1977) и доктор исторических (1992) наук, профессор.

## Биография
Родился в Челябинске в татарской семье. Отец — Ахметдин Гареев (1881—?) родом из деревни Салихово Чишминского района Башкирии, рабочий. Его первая жена Муккадиса умерла от тифа в 1921 году, оставив четверых детей. Мать — Рахима (урождённая Усманова; 1892—?), вторая жена Ахметдина, родилась в деревне Алабаево Тетюшского района Республики Татарстан.
С 1931 года семья жила главным образом в Средней Азии, часто переезжая с места на место. По окончании школы Гареев учился в Ленинабадском планово-экономическом (кооперативном) техникуме, но не окончил его: в мае 1941 года поступил в Ташкентское пехотное училище имени Ленина. В ноябре того же года он закончил ускоренный курс подготовки и был направлен на фронт Великой Отечественной войны.

### Военные годы
С ноября 1941 года — участник Великой Отечественной войны. Был назначен командиром взвода в 99-й отдельной стрелковой национальной Таджикской бригаде, но по его собственным воспоминаниям взводом не командовал: из-за потерь офицерского состава сначала вынужден был исполнять обязанности командира батальона, затем принял командование ротой и оставался в этой должности до февраля 1942 года.
С февраля по 11 июня того же года проходил переподготовку на курсах командного состава «Выстрел». По окончании курсов около месяца на Западном фронте заместитель командира отдельного стрелкового батальона 120-й отдельной бригады 7-го гвардейского корпуса. Получил ранение в руку. С 15 августа по сентябрь лечился в госпитале № 1040 в Рязани, до октября работал в отделе кадров 33-й армии, после чего вернулся на Западный фронт.
С октября 1942 по декабрь 1943 года начальник штаба батальона 50-й отдельной лыжной бригады, затем до января 1944 года помощник начальника 1-й части, с января по апрель — начальник оперативного отделения 36-й отдельной стрелковой бригады 33-й армии. Был снова ранен и до июня лечился в полевом госпитале 33-й армии.
С июня 1944 года на 3-м Белорусском фронте. До 20 февраля 1945 помощник, далее старший помощник начальника оперативного отдела штаба 45-го стрелкового корпуса 5-й армии.
Во время боёв за Кёнигсберг был ранен, но остался в строю.
После взятия Кёнигсберга армия была переброшена на 1-й Дальневосточный фронт, где воевала до победы над Японией 2 сентября 1945 года.
Окончил боевые действия в звании майора. За годы войны получил 4 ранения и контузию, был награждён 5 боевыми орденами.

### Военная служба в СССР

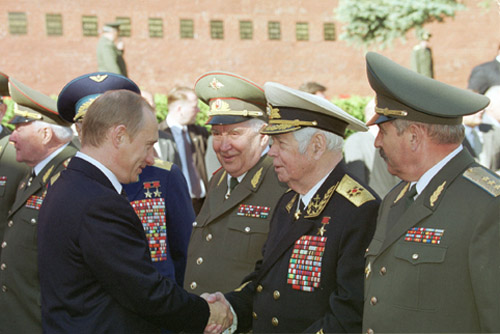
На Красной площади Москвы 9 мая 2002 года

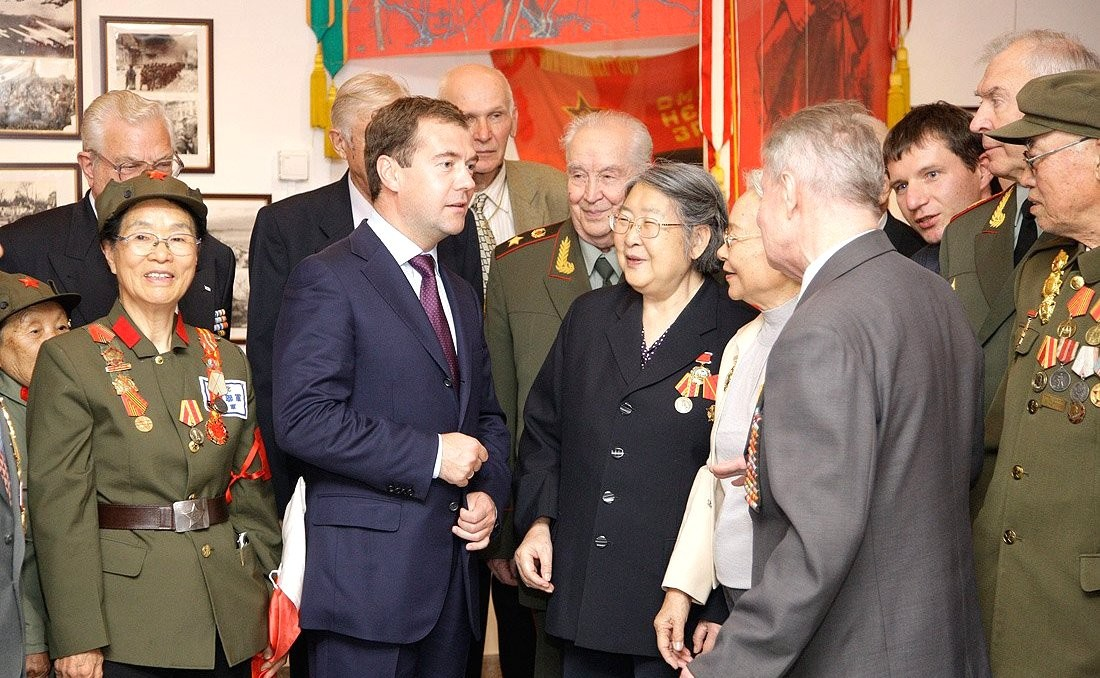
На встрече с российскими и китайскими ветеранами Второй мировой войны, 26 сентября 2010 года

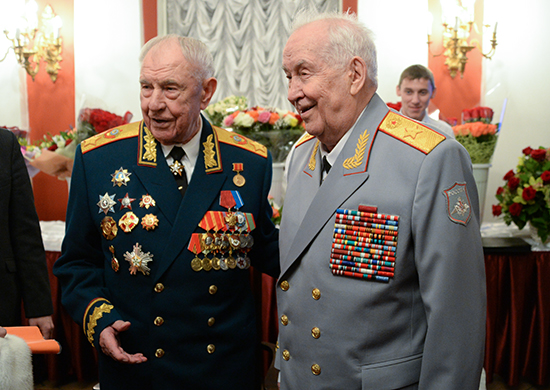
С Маршалом Советского Союза Дмитрием Язовым, 8 ноября 2014 года

После войны продолжал службу в штабе 5-й армии в Дальневосточном военном округе. В декабре 1945 года был назначен начальником группы по наблюдению и руководству лагерями военнопленных японцев. Со 2 октября 1946 по ноябрь 1947 года старший офицер по изучению опыта войны в оперативном отделе штаба 5-й армии.
В ноябре 1947 поступил в Военную академию имени Фрунзе, окончил её с отличием в ноябре 1950 года и был направлен на службу в Белорусский военный округ
С ноября 1950 по апрель 1951 в Бресте начальник штаба гвардейского мотострелкового полка 50-й гвардейской стрелковой дивизии.
С апреля 1951 по декабрь 1955 года в Минске старший офицер оперативного управления штаба Белорусского военного округа.
С декабря 1955 по декабрь 1957 в военном городке Уручье в Минске начальник штаба 120-й гвардейской мотострелковой дивизии.
С декабря 1957 по ноябрь 1959 года проходил обучение в Военной академии Генерального штаба. Подготовил кандидатскую диссертацию по вопросам подготовки и проведения тактических учений. Рекомендации из неё впоследствии широко использовались в войсках. По окончании обучения вернулся на службу в Белорусский военный округ.
С ноября 1959 по октябрь 1961 — в Гродно заместитель командира 55-й гвардейской мотострелковой дивизии 28-й армии.
До 1964 года в военном городке Печи близ Борисова — командир 307-го гвардейского учебного мотострелкового полка, заместитель командира 45-й учебной дивизии.
В 1964—1965 годах в Бресте командир 50-й гвардейской мотострелковой дивизии.
С 1965 по 1968 вновь в Печах командир 45-й учебной танковой дивизии.
Затем до 1970 года в Гродно начальник штаба 28-й армии.
В 1970—1971 годах — начальник штаба главного военного советника в Объединённой Арабской Республике.
С декабря 1971 года — начальник штаба Уральского военного округа.
С февраля 1974 по 1977 год — начальник Военно-научного управления Генерального штаба Вооружённых сил СССР.
С 1977 по 1984 заместитель начальника Главного оперативного управления Генерального штаба. Генерал-полковник (30 октября 1978).
С 1984 по 1989 год — заместитель начальника Генерального штаба по научной работе и оперативной подготовке. В этот период защитил диссертацию доктора военных наук.
В 1989—1990 годах был Главным военным советником президента Афганистана после вывода оттуда ограниченного контингента советских войск. 14 ноября 1989 года получил звание генерала армии. Играл большую роль в планировании боевых операций правительственных войск президента Наджибуллы, о чём сам подробно рассказал в мемуарах «Моя последняя война».
В 1990—1992 годах генеральный инспектор Группы генеральных инспекторов Министерства обороны СССР.
С 1992 года — в отставке.

## Семья
В мае 1951 года женился на Тамаре Ивановне Лазаревой (скончалась в 1998 году).
Сын Тимур (род. в ноябре 1961), офицер Российской армии в отставке. Дочь Галия Крайнова (род. в мае 1952), работала преподавателем английского языка. Есть внуки и правнуки.

## Научная и общественная деятельность
Во время службы в Белорусской ССР был депутатом Верховного Совета республики.
Активно стал заниматься военно-научной работой ещё в 1960—1970-е годы. Автор свыше 100 научных трудов, свыше 300 статей и публикаций в сборниках, журналах, газетах. Написал книги «Тактические учения и манёвры», «М. В. Фрунзе — военный теоретик», «Общевойсковые учения», «Неоднозначные страницы войны», «Моя последняя война», «Если завтра война?..».
В 1992 году в Институте военной истории Министерства обороны Российской Федерации защитил в виде научного доклада по совокупности работ диссертацию на соискание учёной степени доктора исторических наук по теме «М. В. Фрунзе и современная военная теория» (специальность 20.02.22 — военная история).
При создания в феврале 1995 года Академии военных наук, неправительственной исследовательской организации, был избран её президентом и оставался им до конца жизни. Занимался изучением вопросов истории Великой Отечественной войны, активно участвовал в научных дискуссиях, выступал против фальсификации истории войны. Считал, что стремление оспорить победу СССР над фашизмом тесно связано с пропагандистской кампанией против современной России. В редактируемых М. Гареевым научных сборниках были введёны в оборот тысячи ранее неизвестных документов о войне. Выступал в передаче «Директива номер 1 — Война».
В 1995 году возглавлял блок «Межнациональный союз» на Выборах в Государственную думу, который по итогам выборов занял последнее 43-е место, набрав 0,06 % голосов избирателей.
В 1996—2000 годах был членом Совета по взаимодействию с общественными объединениями ветеранов, офицеров запаса и в отставке при Президенте Российской Федерации.
В 2002—2004, 2007—2019 годах был членом Российского организационного комитета «Победа».
В 2003—2005, 2011—2015 годах был членом Научного Совета при Совете Безопасности Российской Федерации.
В 2012 году был введён в состав редакционной комиссии фундаментального многотомного труда «Великая Отечественная война 1941—1945 годов».
Кроме того — генеральный инспектор Управления генеральных инспекторов Министерства обороны Российской Федерации (с 1998 г.), заместитель председателя Общественного совета при Министерстве обороны Российской Федерации, заместитель председателя Общественного совета при председателе Военно-промышленной комиссии при Правительстве Российской Федерации.
Лекцией М. А. Гареева «Россия в войнах XX века» 25 марта 2004 года был открыт проект публичных лекций Полит.ру.
Был членом Российского оргкомитета «Победа» и Центрального совета по делам ветеранов.
3 марта 2011 года подписал Обращение представителей общественности против информационного подрыва доверия к судебной системе Российской Федерации.
Входил в Центральный штаб Общероссийского общественного гражданско-патриотического движения «Бессмертный полк России». С 2013 года — член партии «Ветераны России», входил в Генеральный штаб партии.
Скончался 25 декабря 2019 года. Похоронен на Федеральном военном мемориальном кладбище.

## Награды

### Советские и российские награды
- Орден «За заслуги перед Отечеством» III степени (2013)[46]
- Орден Александра Невского (06.05.2018)[47]
- Орден Почёта
- Орден Дружбы (2003)
- Орден Ленина
- Четыре ордена Красного Знамени (14.12.1944, 1945, 1967, 1982)
- Орден Александра Невского (19.09.1945)
- Ордена Отечественной войны 2-й (26.06.1944) и 1-й (11.03.1985) степеней
- Орден Трудового Красного Знамени (1981)
- Три ордена Красной Звезды (18.12.1943, 1956, …)
- Ордена «За службу Родине в Вооружённых Силах СССР» II и III (1975) степеней[48]
- Медаль «За боевые заслуги» (20.05.1949)
- Медаль «За взятие Кёнигсберга» (1945)
- Медали
- Золотая медаль Академии наук Республики Татарстан «За достижения в науке» (2013 год)[49].

### Награды других государств
- Золотой Крест заслуги (ПНР, 6.10.1973)
- Орден Саурской революции (Афганистан)
- Орден Красного Знамени (Афганистан)
- Орден «За храбрость» (Афганистан)
- Орден Звезды I степени[уточнить]
- Медали Афганистана, Болгарии, Кубы, Монголии, Польши, Румынии, Чехословакии[50].

### Премии
- В 1998 году стал первым Лауреатом Государственной премии Российской Федерации имени Маршала Советского Союза Г. К. Жукова — за книгу «Маршал Жуков. Величие и уникальность полководческого искусства» (1996 год)[51][52].
- Премия имени М. В. Фрунзе (Минобороны СССР)
- Национальная премия «Имперская культура» имени Эдуарда Володина (2011)[53]

## Сочинения
Автор свыше 200 книг и научных работ по методологическим проблемам военной науки, теории военного искусства, методике воинского обучения и воспитания, военной истории, а также учебных пособий и мемуаров. В их числе:
- Тактические учения и манёвры. — М.: Воениздат, 1977.
- Общевойсковые учения. — М.: Воениздат, 1983.
- М. В. Фрунзе — военный теоретик. — М.: Воениздат, 1985.
- Советская военная наука. — М.: Знание, 1987.
- Военная наука.
- Национальные интересы и военная безопасность России. — М., 1994.
- Если завтра война. — М.: ВлаДар, 1995.
- Контуры вооружённой борьбы будущего. — М., 1994.
- Неоднозначные страницы войны. — М., 1995.
- Моя последняя война. — М.: ИНСАН, 1996.
- Афганская страда. — М.: ИНСАН, 1999.
- Маршал Жуков. Величие и уникальность полководческого искусства. — М.; Уфа: Восточный университет, 1996.
- Полководцы Победы и их военное наследие. — М.: ИНСАН, 2003.
- Константин Симонов как военный писатель. — М.: ИНСАН, 2006.
- Сражения на военно-историческом фронте. — М.: ИНСАН, 2008.
- У «Красной черты»: пределы сокращения Стратегических ядерных сил России. — М.: ПСТМ, 2013.
- Роль технологий «мягкой силы» в информационном, ценностно-мировоззренческом и цивилизационном противоборстве. — М.: Экон-Информ, 2016.

## Память
- 30 июня 2023 года в бывшем военном городке Печи (ныне микрорайон города Борисова Минской области Белоруссии) торжественно открыта мемориальная доска в честь Махмута Гареева[55][56].